# De Tuut
De Tuut is een buurtschap in de Nederlandse gemeente West Maas en Waal, gelegen in de provincie Gelderland. De buurtschap behoort tot het dorp Appeltern en ligt enkele honderden meters ten oosten van de kern daarvan, ten zuiden van de plek waar de Nieuwe Wetering uitmondt in de Maas.
De naam van de buurtschap is al bekend uit de veertiende-eeuwse dijkbrief van Graaf Reinoud II van Gelre en werd toen geschreven als Tuyt. Mogelijk verwijst de naam naar de trechtervormige vorm van de monding van de Nieuwe Wetering.
In 1918 is aan de monding van de Nieuwe Wetering een stoomgemaal gebouwd, officieel Stoomgemaal Appeltern, echter beter bekend als Stoomgemaal De Tuut. Dit gemaal verzorgde van 1918 tot 1967 de bemaling van het ongeveer 10.000 hectare grote zuidoostelijke deel van het Land van Maas en Waal. In 1967 is het stoomgemaal buiten gebruik gesteld en vervangen door het naastgelegen in 1967 gebouwde dieselgemaal Bloemers, Het is vernoemd naar de toenmalige Commissaris van de Koningin in Gelderland. In 2014 is dit gemaal geëlektrificeerd.
Stoomgemaal De Tuut is het enige geheel originele en intacte stoomgemaal in het Nederlandse rivierengebied. Het is in de periode 1984-2015 gerestaureerd en weer werkend gemaakt. Het stoomgemaal is nu een museum en is periodiek in bedrijf.

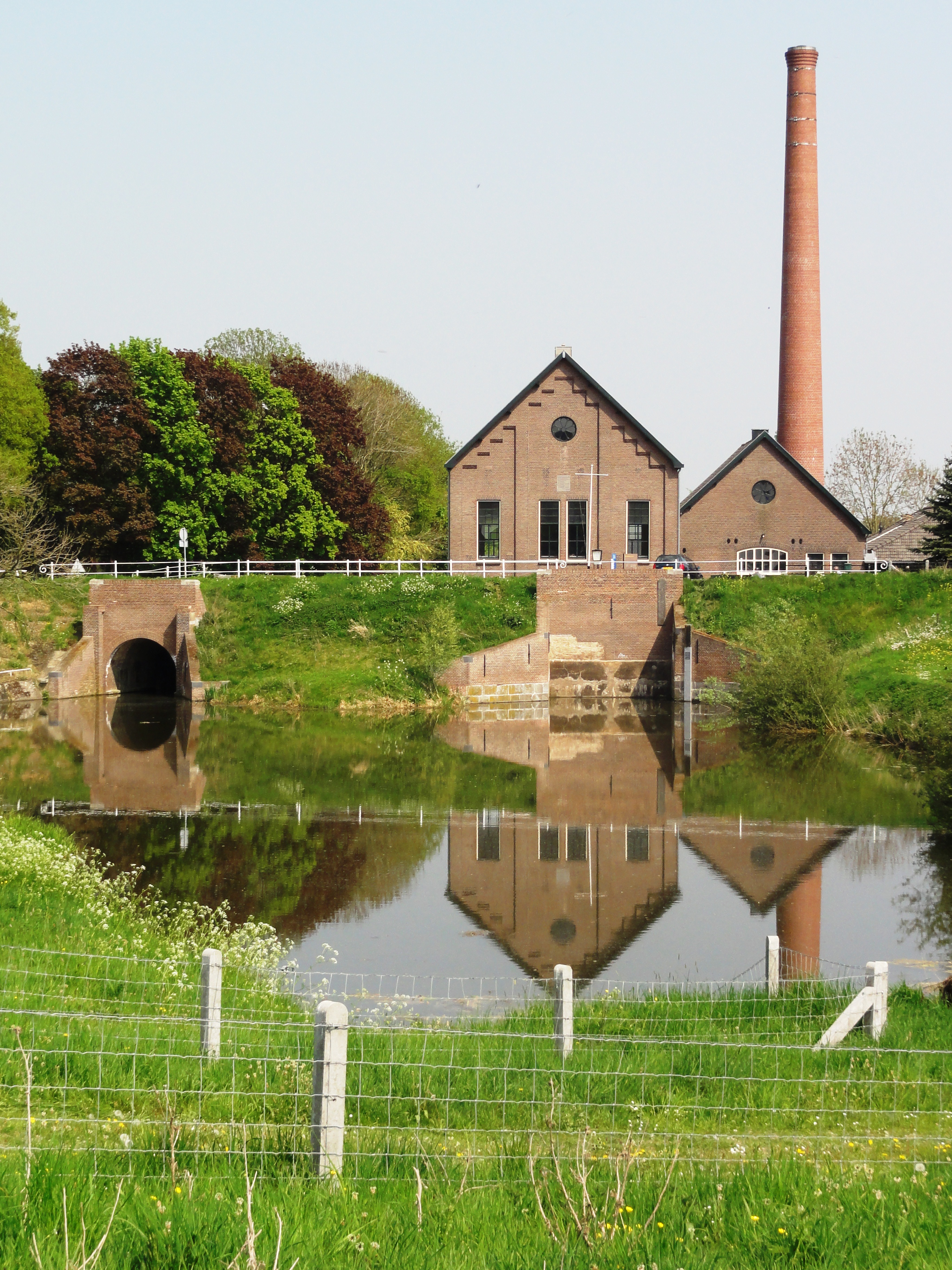
Gemaal De Tuut

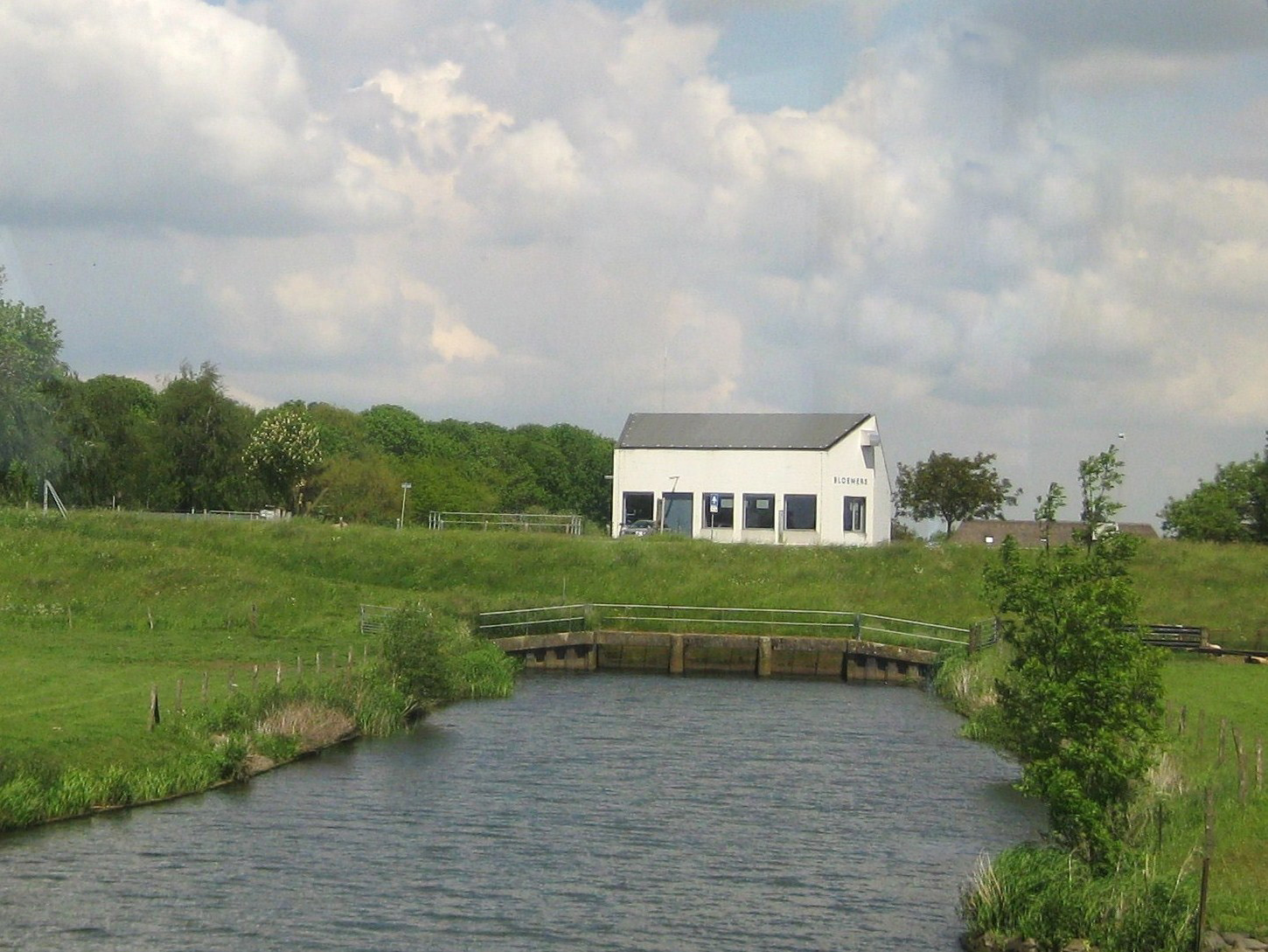
Het elektrische gemaal Bloemers

Hoofdplaats: Beneden-Leeuwen

Dorpen: Alphen · Altforst · Appeltern · Boven-Leeuwen · Dreumel · Maasbommel · Wamel

Buurtschappen: Blauwesluis · De Tuut · Greffeling · Moordhuizen · Nieuwe Schans · Oude Maasdijk · Woerd

Gelderland: Steden en dorpen in Gelderland      Nederland: Provincies · Gemeenten